# 基于UDP的数据传输协议
基于UDP的数据传输协议（英語：UDP-based Data Transfer Protocol，缩写：UDT）是一种互联网数据传输协议。UDT的主要目的是支持高速广域网上的海量数据传输，而互联网上的标准数据传输协议TCP在高带宽长距离网络上性能很差。
顾名思义，UDT建于UDP之上，并引入新的拥塞控制和数据可靠性控制机制。UDT是面向连接的双向的应用层协议。它同时支持可靠的数据流传输和部分可靠的数据报传输。
由于UDT完全在UDP上实现，它也可以应用在除了高速数据传输之外的其它应用领域，例如点到点技术（P2P），防火墙穿透，多媒体数据传输等等。
UDT由开源软件作者谷云洪在美国伊利诺伊大学芝加哥分校攻读博士期间开发，并由他在毕业后继续维护和升级。UDT的开源软件可以在SourceForge上获取。